# Pidlisî, Kovel
Pidlisî (în ucraineană Підліси) este un sat în comuna Silțe din raionul Kovel, regiunea Volînia, Ucraina.

## Demografie
Componența lingvistică a localității Pidlisî
     Ucraineană (99,58%)
     Alte limbi (0,42%)
Conform recensământului din 2001, majoritatea populației localității Pidlisî era vorbitoare de ucraineană (99,58%), existând în minoritate și vorbitori de alte limbi.